# Dusun Baru Semurup
Dusun Baru Semurup is een bestuurslaag in het regentschap Kerinci van de provincie Jambi, Indonesië. Dusun Baru Semurup telt 1267 inwoners (volkstelling 2010).